# درو كريستنسن
درو كريستنسن (بالإنجليزية: Drew Christensen)‏ هو سياسي أمريكي، ولد في 21 مايو 1993 في سافاغ في الولايات المتحدة. حزبياً، نشط في الحزب الجمهوري. وقد انتخب عضو مجلس نواب مينيسوتا.

## وصلات خارجية
- الموقع الرسمي